# ビコーン!
ビコーン!は、日本のお笑いコンビ。吉本興業所属。旧コンビ名「まいなすしこう」。大阪NSCの23期生にあたる。若手芸人の登竜門「今宮子供えびすマンザイ新人コンクール」で平成18年度福笑い大賞を受賞した。2009年9月、まいなすしこうからコンビ名を現在の「ビコーン!」に改名した。阿倍野区住みます芸人。

## メンバー
前田 志良（まえだ しろう、1977年12月3日 - ）は静岡県菊川市（旧小笠郡小笠町）出身。
- ボケ担当、パフォーマンス担当
- 身長144cm、体重40kg、血液型A型。
- 特技：かばん入り、ドリブル、ギター。
- 趣味：ビリヤード
- マッシュ系の髪型と眼鏡に加え、小学生のように小柄な体格に筋肉の着いた身体と高い声が特徴。ちなみに本人によれば、声は実は地声よりトーンを上げているとの事。
- となりのトトロのメイやちびまる子ちゃんのたまちゃん、はまじ、山田のものまねが得意。
- カバンにすっぽりと入ることができ、ネタの初めは樋口の持って出てくるカバンに入って出てきて、最後はカバンに入って自分で動いて帰ることがある。
- アラフィフでありながら、小中学生を思わせるショタ系のキャラ&見た目にそぐわぬ筋肉キャラで売っている。インスタ等では相方が後輩を演じ、筋トレを良くしている144cmの先輩としても活動中。

樋口 秀吉（ひぐち ひでよし、1979年8月23日 - ）は福岡県八女市出身。
- ツッコミ・ネタ作り担当
- 身長172cm、体重88kg、血液型O型。
- 特技：ラップ、絵。
- 趣味：音楽鑑賞
- 小柄な前田と比較して縦横にデカく見えるのがある意味特徴。
- インスタ等では前田演じる先輩の後輩役で出演し、弄ったりツッコんだりしており、たまにネタ的ではあるが逆に筋トレしていたりもする。

## 概要
2001年の結成と比較的長い芸歴にもかかわらず、世間の目に触れることのない不遇時代が続いていたが、2006年の暮に放送された『オールザッツ漫才』（毎日放送）でワンコイン組（収入・知名度が低い芸人による予選）から勝ち残る。番組では小柄な前田のキャラクターをおしだした。
2010年5月18日、関西ローカル番組である『冒険チュートリアル』（関西テレビ）の番組内のミニコーナー「名前に賭けまSHOW」で優勝した。
大道芸を多く演じており、2024年にはイタリアの人気番組『LO SHOW DEI RECORD』（Canale5）に6週にわたって出演。ギネス世界記録に挑戦し、6つの記録を獲得した。

## 備考・エピソード
- 前田は菅広文（ロザン）から『オールザッツ漫才』の中で「まいなすしこうの小さい方（前田）、お前（宇治原）にそっくりだな」と言われたことがある。それに対して宇治原は「確かに似てるけど」と返した。
- 前田と同じく鞄に入る技を持つ吉本芸人にビッキーズ須知（現すっちー）が居る。
- 2010年の年末の番組で、エスパー伊東と鞄対決をして勝利した。
- 樋口は10代のころ、HIPHOPのグループでRAPをしていた。地元のラジオ番組で、樋口が参加した曲が流れたことがある。
- ファンなどの間で前田がひょっこりはんに似ていると話題になっている。
- 「世界丸見えテレビ特捜部」でかばん入りを披露し、北野武から『次の映画に出したい』とオファーを受け、次作にあたる「Broken Rage」に実際に警察官役として出演した。

## テレビ出演
- オールザッツ漫才（毎日放送）
- リンカーン（TBSテレビ）※前田のみ
- 今夜もハッスル（2008年7月19日、サンテレビジョン）
- やりすぎコージー（テレビ東京）
- しゅんげー!ベスト10（朝日放送テレビ）
- 森田一義アワー 笑っていいとも!（フジテレビ）
- 今ちゃんの「実は…」（2009年2月11日、朝日放送てレビ）※前田のみ
- 冒険チュートリアル（関西テレビ）
- なるみ・岡村の過ぎるTV（朝日放送テレビ）
- まつもtoなかい（2023年8月20日、フジテレビ）